# José Antonio García (Tontechniker)
José Antonio García (auch Jose Antontio Garcia) ist ein Tontechniker, der seit Beginn seiner Karriere Ende der 1980er Jahre an über 60 Film- und Fernsehproduktionen beteiligt war. Bei der Oscarverleihung 2013 wurde er für seine Arbeit für den Thriller Argo zusammen mit John T. Reitz und Gregg Rudloff für den Oscar in der Kategorie „Bester Ton“ nominiert.
García war zudem 2007 für einen British Academy Film Award in der Kategorie „Bester Ton“ für seine Arbeit an dem Episoden-Drama Babel nominiert (zusammen mit Jon Taylor, Christian P. Minkler und Martín Hernández). 1998 war er in dem komödiantischen Drama ¡Que vivan los muertos! auch als Schauspieler tätig.

## Filmographie (Auswahl)
- 1987: Gaby – Eine wahre Geschichte (Gaby: A True Story)
- 1989: Geschichten aus der Gruft (Tales from the Crypt, Fernsehserie)
- 1989: Blood Red – Stirb für dein Land (Blood Red)
- 1991: Diplomatic Immunity
- 1991: Critters 3 – Die Kuschelkiller kommen (Critters 3)
- 1991: Sólo con tu pareja
- 1991: Codename Black Angel (Flight of Black Angel, Fernsehfilm)
- 1992: Critters 4 – Das große Fressen geht weiter (Critters 4)
- 1993: Roosters
- 1993: Kalifornia
- 1993: Caught in the Act (Fernsehfilm)
- 1993: CB4
- 1993: Madre Gilda
- 1994: Bad Girls
- 1995: Dem Himmel so nah (A Walk in the Clouds)
- 1995: Little Princess (A Little Princess)
- 1996: Best Seller (El Premio)
- 1996: Die Kammer (The Chamber)
- 1996: Der verrückte Professor (The Nutty Professor)
- 1997: Wieder allein zu Haus (Home Alone 3)
- 1997: Der Dummschwätzer (Liar Liar)
- 1999: Message in a Bottle – Der Beginn einer großen Liebe (Message in a Bottle)
- 1998: Godzilla
- 1999: The 13th Floor – Bist du was du denkst? (The Thirteenth Floor)
- 2000: Ey Mann, wo is’ mein Auto? (Dude, Where’s My Car?)
- 2000: Familie Klumps und der verrückte Professor (Nutty Professor II: The Klumps)
- 2000: Gefühle, die man sieht – Things You Can Tell (Things You Can Tell Just by Looking at Her)
- 2001: Y Tu Mamá También – Lust for Life (Y tu mamá también)
- 2002: Boomtown (Fernsehserie)
- 2002: 24 Stunden Angst (Trapped)
- 2002: Ten Tiny Love Stories
- 2002: Im Zeichen der Libelle (Dragonfly)
- 2003: Carnivàle (Fernsehserie)
- 2003: 21 Gramm (21 Grams)
- 2003: Bruce Allmächtig (Bruce Almighty)
- 2004: Sideways
- 2004: Attentat auf Richard Nixon (The Assassination of Richard Nixon)
- 2005: The New World
- 2005: Fußballfieber – Elfmeter für Daddy (Kicking & Screaming)
- 2006: Babel
- 2006: Shaggy Dog – Hör mal, wer da bellt (The Shaggy Dog)
- 2007: Evan Allmächtig (Evan Almighty)
- 2008: Get Smart
- 2008: Der große Buck Howard (The Great Buck Howard)
- 2009: Verrückt nach Steve (All About Steve)
- 2009: Hung – Um Längen besser (Hung, Fernsehserie)
- 2009: Der Solist (The Soloist)
- 2010: Stichtag (Due Date)
- 2010: Biutiful
- 2010: The Kids Are All Right
- 2011: J. Edgar
- 2011: The Descendants – Familie und andere Angelegenheiten (The Descendants)
- 2011: Thor
- 2011: Wasser für die Elefanten (Water for Elephants)
- 2012: To the Wonder
- 2012: Argo
- 2012: Marvel’s The Avengers
- 2013: Nebraska
- 2013: Iron Man 3
- 2014: Die Tribute von Panem – Mockingjay: Teil 1 (The Hunger Games: Mockingjay – Part 1)
- 2014: The Homesman
- 2015: Joy – Alles außer gewöhnlich (Joy)
- 2015: Die Tribute von Panem – Mockingjay Teil 2 (The Hunger Games: Mockingjay – Part 1)
- 2015: Down Dog (Fernsehfilm)